# Ролянтовиці
Ролянтовиці (пол. Rolantowice) — село в Польщі, у гміні Кобежиці Вроцлавського повіту Нижньосілезького воєводства.
Населення — 88 осіб (2011).
У 1975-1998 роках село належало до Вроцлавського воєводства.

## Демографія
Демографічна структура станом на 31 березня 2011 року:
|          | Загалом | Допрацездатний вік | Працездатний вік | Постпрацездатний вік |
| -------- | ------- | ------------------ | ---------------- | -------------------- |
| Чоловіки | 43      | 9                  | 28               | 6                    |
| Жінки    | 45      | 10                 | 27               | 8                    |
| Разом    | 88      | 19                 | 55               | 14                   |